# Миорит
Миорит или миоритска овчарка (на румънски: Ciobănesc românesc mioritic) е порода от големи овчарски кучета, произхождащи от планината Карпати в Румъния.

## Описание

### Външен вид
Миоритът е висок 65 – 85 см в холката, а масата му е около 50 – 65 кг. Това голямо куче е покрито с рунтава козина. Прилича много на огромно плюшено мече. Цветът ѝ е най-често бял, но се наблюдават и оранжеви екземпляри.

### Темперамент
Миоритите са много дисциплинирани кучета, също така спокойни и с добри маниери. Създадени са да пазят оборите с добитък, поради което са много привързани към стопаните си и биха ги защитавали на всяка цена. Поради способността на миорита да се свързва силно с господаря си, дресировката на малкото миоритче трябва да започне едва тогава, когато е опознал стопаните си.

## История
Породата е призната от Международната федерация по кинология на 6 юли 2005 г. в Буенос Айрес.

## Здраве
Средната продължителност на живота на миорита е 12 – 14 години.